# ÖBB 5042 sorozat
Az ÖBB 5042, korábban BBÖ VT 42, egy osztrák (1A)'(A1) tengelyelrendezésű dízel motorkocsi sorozat volt. A Simmering-Graz-Pauker gyártotta 1935 és 1936 között. Az ÖBB 1989-ben selejtezte a sorozatot.